# Ernogrammus
Ernogrammus és un gènere de peixos de la família dels estiquèids i de l'ordre dels perciformes.

## Etimologia
Del grec ernos, -eos, -ous (brot, plançó) i gramma (lletra, signe, senyal).

## Distribució geogràfica
Es troba al Pacífic nord-occidental (des del Japó fins al golf de Bohai, el mar del Japó i Rússia -incloent-hi el sud de les illes Kurils-) i el Pacífic oriental central (Califòrnia, els Estats Units).

## Taxonomia
- Ernogrammus hexagrammus (Temminck & Schlegel, 1845)[17]
- Ernogrammus walkeri (Follett & Powell, 1988)[18]
- Ernogrammus zhirmunskii (Markevich & Kharin, 2011)[19][20][21][22][23][24][25][26][27][28]